# Lionneta gerlachi
Lionneta gerlachi là một loài nhện trong họ Oonopidae.
Loài này thuộc chi Lionneta. Lionneta gerlachi được Michael Saaristo miêu tả năm 2001.